# Андерсен, Рагнхилль Николине
Рагнхильд Николине Андерсен (менее корректно Рагнхильд, дат. Ragnhild Nikoline Andersen; 1907—1990) — датская профсоюзная и политическая деятельница, член Коммунистической партии Дании (КПД). Во время немецкой оккупации Дании во Вторую мировую войну отправлена гестапо в концентрационный лагерь Штуттгоф близ Гданьска в Польше, где она провела 20 месяцев в ужасных условиях, прежде чем её спасли. После войны она была избрана депутатом Фолькетинга, вошла в состав Центрального комитета КПД и стала одним из виднейших членов партии. Она выступала за улучшение прав женщин, включая их доступ к медицинскому обеспечению и абортам.

## Биография
Рагнхилль Николине Андерсен родилась 18 августа 1907 года в Идербю на кромке полуострова Шелландс-Одде и была дочерью начальника порта Николая Андреаса Андерсена (1875—1954) и Гертруды Биргитте, урожденной Хансен (1881—1964). В 1937 году она вышла замуж за Финна Йоханнеса Салемонссона, но брак был расторгнут в 1949 году. В 1952 году она вышла замуж за товарища по партии, политика-коммуниста Питера Альфреда Йенсена (1903—1988).
Андерсен выросла на Шеландс-Одде и был единственным из семи детей в семье, кто получил обширное образование. В 1925 году она переехала в Копенгаген, где выполняла различные виды кабинетных работ. Она вступила в Коммунистическую молодёжь Дании (Danmarks Kommunistike Ungdom) и в профсоюз служащих HK Danmark. Будучи активным членом датской пионерской организации (Unge Pionerere), она редактировала её журнал с 1928 года и сопровождала группу детей в поездке в Советский Союз в 1929 году. По возвращении она оставила работу в офисе и устроилась слесарем на радиозавод, где вступила в Датский союз женщин-работниц (KAD), впоследствии став там видной активисткой. В этой организации она сотрудничала с группой активных женщин, многие из которых были коммунистками, как и их лидер Ингер Гамбург, с которой у них сложилась тесная дружба.
В 1929 году Андерсен стала членом Коммунистической партии Дании и принимала в её деятельности активное участие на протяжении 1930-х годов. В этот период она учасовавала в демонстрациях и аналогичных политических мероприятиях. Однажды она взобралась на статую Адама Эленшлегера на площади Конгенс Нюторв в центре Копенгагена и попыталась обратиться оттуда к своим последователям с речью. Однако её оперативно задержали, обвинив в нарушении общественного порядка.
Когда в условиях немецкой оккупации коммунистическая партия была объявлена незаконной, Андерсен ушла в подполье, но вскоре была арестована и в сентябре 1941 года отправлена в тюрьму Вестре, а затем в Хорсерёд. В октябре 1943 года вместе с шестью другими коммунистками и 143 мужчинами она была переведена гестапо в концлагерь Штуттгоф недалеко от Гданьска. После освобождения от нацизма в конце Второй мировой войны спустя 20 месяцев тяжёлых условий концлагерного заключения шестеро из семи заключённых женщин смогли вернуться в Данию. Андерсен подробно рассказывает о пережитом в книге «В тот раз мы были спасены» (Vi blev reddet denne Gang), опубликованной в 1945 году.
Осенью 1945 года она наряду с 17 другими коммунистами была избрана в Фолькетинг и переизбрана в 1947 году. Сперва представляла избирательный округ Фредериксборг, а в 1950 году она была избрана от Копенгагена. К тому моменту стала заметным членом Коммунистической партии. Она была особенно активна в социальных вопросах, призывая к улучшению условий для трудящихся вообще и особенно для находящихся в неблагоприятных условиях, к созданию сексологических клиник, к более широкому доступу к абортам и к праву женщин на неполный рабочий день. Она продолжала баллотироваться от коммунистов, но в парламент уже не избиралась, хотя в 1968 году, будучи лишь третьим номером в партийном списке, и набрала больше голосов, чем двое передовавших ей однопартийцев.
Рагнхильд Андерсен умерла в Копенгагене 8 мая 1990 года. Она похоронена на кладбище Вестре.